# Milan Jazbec
Milan Jazbec, slovenski diplomat in politik, univerzitetni profesor, pisatelj, * 22. junij 1956, Spodnja Pohanca.

## Življenje in delo
Rojen je v vasi Pohanca, nekaj kilometrov severno od Brežic. Osnovno šolo je obiskoval v Artičah, maturiral na gimnaziji v Brežicah (1975) ter diplomiral iz novinarstva (1981) in obramboslovja (1983) na Fakulteti za sociologijo, politične vede in novinarstvo Univerze v Ljubljani. 
Prva njegova zaposlitev je bila v politiki - deloval je kot profesionalni član predsedstva slovenske mladinske organizacije (1980-1981), nato v gospodarstvu, v tovarni celuloze in papirja VIPAP v Krškem, kjer je najprej bil novinar (1982-85), kasneje pa direktor administracije (1985-87). Oktobra 1987 se je zaposlil v tedanjem zveznem sekretariatu za zunanje zadeve v Beogradu, po končal diplomatsko šolo (1988) in se posvetil diplomaciji. 
Z doktoratom iz sociologije diplomacije na Univerzi v Celovcu (2000) je vzporedno gradil še akademsko kariero. Leta 2004 je bil na Fakulteti za družbene vede Univerze v Ljubljani izvoljen v naziv docent, leta 2009 je postal izredni profesor. Leta 2015 je pridobil naziv redni profesor za področje diplomacije. Izvirno razvija znanstveno disciplino sociologija diplomacije.
Od leta 2005 predava diplomacijo na Fakulteti za državne in evropske študije v Predosljah pri Kranju. Predaval je tudi na drugih fakultetah – na Fakulteti za družbene vede, v ZDA (Columbia University), na Dunajski diplomatski akademiji ter v Turčiji na univerzah Bilkent University, METU – Middle East Technical University in Ankara University. Je član izvršilnega odbora Slovenskega politološkega društva in nadzornega odbora Slovenskega društva za mednarodne odnose. 
Aprila 2017 je javno napovedal svojo neodvisno kandidaturo za volitve predsednika Republike Slovenije 2017.

## Diplomatska kariera
Milan Jazbec je v diplomatski službi od leta 1987. Do junija 1991 je deloval v Beogradu v zveznem sekretariatu za zunanje zadeve, od junija do decembra 1991 pa v Celovcu kot zadnji jugoslovanski konzul. Slovenski diplomaciji se je pridružil na osnovi povabila tedanjega ministra dr. Dimitrija Rupla konec junija 1991 in v januarju 1992 postal prvi slovenski konzul v Celovcu (1992–95). Zatem je eno leto vodil konzularni sektor Ministrstva za zunanje zadeve RS. Sledijo štiri leta v Stockholmu, najprej eno leto kot odpravnik poslov in zatem tri leta namestnik veleposlanice. Diplomatsko delo je poleg Švedske zajemalo še zastopanje Slovenije v štirih nordijskih (Danska, Finska, Norveška, Islandija) in treh baltskih državah (Estonija, Latvija, Litva). 
Po končanju mandata na Švedskem je na matičnem ministrstvu prevzel vodenje sektorja za analize. Decembra 2000 je postal državni sekretar za obrambno politiko in mednarodno sodelovanje na Ministrstvu za obrambo (do novembra 2004) ter bil eden ključnih politikov za sprejem Slovenije v Nato. Od novembra 2004 je deloval v sektorju za varnostno politiko ter bil član delovne skupine za predsedovanje OVSE. Od septembra 2006 do avgusta 2010 je na Ministrstvu za zunanje zadeve vodil sektor za načrtovanje politik in raziskave. 
Septembra 2010 je bil imenovan za slovenskega veleposlanika v Turčiji, akreditiranega nerezidenčno tudi za zastopanje Slovenije v Azerbajdžanu, Iraku, Iranu, Libanonu in Siriji.  Septembra 2015 se je po končanem mandatu vrnil na ministrstvo in do septembra 2016 vodil sektor za evropske države. Od 2016 je bil veleposlanik v Skopju (v Severni Makedoniji).

## Publicistično delo
Publicistično delo Milana Jazbeca sega na tri področja ustvarjanja: znanstveno, strokovno in literarno. Sistem COBISS razkriva več kot 430 enot, od tega več kot sto znanstvenih in strokovnih člankov s področij diplomacija in konzularni odnosi, slovenska diplomacija, mednarodni odnosi in obrambno-varnostne teme. Na strokovno-literarnem področju so zanimanje strokovne in laične javnosti vzbudile njegove knjige o Martinu Krpanu kot prvem slovenskem diplomatu in vojščaku. V prvi »Martin Krpan, diplomat in vojščak« (2009) Jazbec predstavi in razlaga Krpanove odločne karakterne poteze in ravnanje kot spoj diplomatskih veščin in fizične moči, ki jih zna dobro uporabiti v komunikaciji z oblastjo. 
V drugi (slovensko-angleški) »Diplomat Martin Krpan« (2015), Krpanove lastnosti predstavi kot veščine diplomatskega obnašanja in jo kot tako lahko uporabljamo kot učbenik osnov diplomacije. Na literarno področje sega še z deli Slovenec v Beogradu (zbirka esejev), romanom Mavrica izza duše (2006), v katerem je predstavljena zgodba o uspešnem diplomatu, ki za svoje literarno udejstvovanje prejme prestižno nagrado, ter romanom Iskanje izgubljene duše (2017), v katerem skozi pripovedovanja različnih oseb orisuje osebnost preminulega lavreata. Oba romana o diplomaciji sta dela prve slovenske trilogije o diplomaciji z naslovom Dama v belem.
Njegove knjige, v katerih je deloval kot avtor, soavtor, urednik, sourednik ali prevajalec, so izšle v 39 izdajah in v 7 jezikih (slovenski, angleški, nemški, albanski, turški, ruski, arabski), od tega je skoraj polovica o diplomaciji v 5 jezikih (slovenski, angleški, albanski, ruski, arabski). Knjige redno predstavlja v različnih okoljih po Sloveniji, še posebej rad nastopa po slovenskih osnovnih šolah, kjer govori o diplomaciji, mednarodnih odnosih in državotvorni interpretaciji slovenskih literarnih del. 

## Nagrade in priznanja
Milan Jazbec je 1995 za svoje delo prejel častni kovanec mesta Celovec (der Ehrpfennig der Stadt Klagenfurt), visoko avstrijsko državno odlikovanje veliki zlati častni znak z zvezdo za zasluge za Republiko Avstrijo (das groβe goldene Ehrenzeichen mit dem Stern um die Verdienste für die Republik Österreich) (2005) in srebrno medaljo Slovenske vojske (2013).